# Adolf Ley
Adolf Ley (* 1. November 1876 in Sigmaringen; † 10. August 1947 in Gevenich) war ein deutscher Pfarrer und Politiker (Zentrum).

## Leben
Ley studierte Theologie und wurde 1902 in Trier zum Priester geweiht. Im Jahr 1906 wurde er Pastor in Gevenich/Weiler und betreute jahrelang auch Faid und Dohr.
Politisch engagierte sich Ley im Zentrum und war in der Weimarer Republik Ortsvorsitzender und Vorstandsmitglied im Kreis Cochem. Er wurde Kreistagesabgeordneter und vom Kreistag am 23. Januar 1930 zum 1. Kreisdeputierten und stellvertretenden Landrat gewählt. Zu seinem Aufgabengebiet gehörten die Kreisstraßen sowie die Stromleitungen und die Wasserversorgung. Er war von 1919 bis 1933 Abgeordneter im Provinziallandtag der Rheinprovinz für den Wahlkreis Cochem-St. Goar. Nach der Machtergreifung der Nationalsozialisten konnte er seine politische Arbeit nicht fortsetzen. In der Zeit des Nationalsozialismus stand er ständig unter Beobachtung und wurde mehrfach durch die Gestapo verhört und strafgerichtlichen Verfahren unterzogen. Sein Grabstein auf dem Friedhof Cochem-Zell ist erhalten und wird als Ehrengrab geführt. Die Pfarrer-Ley-Straße in Gevenich erinnert an ihn.